# Gwinnett Braves
Los Bravos de Gwinnett es un equipo de ligas menores de béisbol profesional con sede en Lawrenceville, en el condado de Gwinnett, Georgia, un suburbio de Atlanta. El equipo juega en la División Sur de la Liga Internacional y filial Triple-A de los Bravos de Atlanta de las Grandes Ligas.

## Historia
El equipo era conocido como los Bravos de Richmond durante 43 temporadas (1966-2008). El 14 de enero de 2008, se anunció que los Bravos de Richmond se movería de Richmond, Virginia, a los suburbios de Atlanta en 2009. El anuncio fue hecho después de que la Junta de Comisionados del Condado de Gwinnett votaran a favor por unanimidad.

Los Bravos de Gwinnett originalmente eran de Atlanta, desde 1901 conocidos como los Atlanta Crackers. Para 1965, los Crackers eran la principal filial de los entonces Milwaukee Braves. Sin embargo, una vez que los Bravos de Milwaukee se trasladó a Atlanta en 1966, los Crackers fueron obligados a trasladarse a Richmond, donde tomaron el nombre de su club matriz.

## Estadio
El estadio de béisbol usado por los Bravos es el Coolray Field, es una fantástica instalación que refleja una mirada histórica. Ofrece un ambiente íntimo con un total 10000 asientos, y también sirve como el punto focal de entretenimiento en el condado.

## Uniformes y Logos
Los colores oficiales son de color azul marino y grana, similar a la de los Bravos de Atlanta. El logo principal se asemeja a los Bravos de Atlanta también, pero con el esquema plata y con la palabra "Gwinnett" centrado.

La camiseta de local tiene la palabra Braves centrado en la parte delantera, con "Gwinnett" subrayado. Sin embargo, a diferencia de la camiseta de los Bravos de Atlanta con el azul marino y grana, las camisetas de Gwinnett tienen mangas rojas con rayas azules.

## Plantilla
- Actualizada hasta el 13 de abril 2013

## Transmisiones
Los 144 partidos de los Bravos, se transmite por la radio-emisora  WDUN 550AM, con sede en Gainesville, Georgia. El narrador principal es Tony Schiavone, (ex voz de los Bravos, Charlotte Knights, World Championship Wrestling y WWE).
En 2008, los Bravos de Gwinnett anunció alianza con la Agencia de Publicidad Adreka para su temporada inaugural. Adreka Publicidad se encargará de la producción y la relación los medios de comunicación.